# Pleasure Before Business (film 1923)
Pleasure Before Business è un cortometraggio muto del 1923 scritto e diretto da Alf Goulding.

## Produzione
Il film fu prodotto dalla Century Film.

## Distribuzione
Distribuito dall'Universal Film Manufacturing Company, il film - un cortometraggio in due bobine - uscì nelle sale cinematografiche USA il 14 febbraio 1923.